# 빌 댈리
윌리엄 제임스 댈리(William James Dally, 1960년 8월 17일 ~ )는 미국의 컴퓨터 과학자이자 교육자이다. 엔비디아의 수석 과학자 겸 수석 부사장이며, 이전에는 스탠퍼드 대학교와 MIT에서 전기공학 및 컴퓨터 과학 교수를 역임했다. 2021년부터 대통령 과학기술자문위원회 (PCAST)의 위원으로 활동하고 있다.

## 마이크로일렉트로닉스
그는 라우팅 기반의 데드락 회피, 웜홀 라우팅, 링크 수준 재시도, 가상 채널, 전역 적응 라우팅, 고래딕스 라우터 등 현대 상호연결 네트워크에 사용되는 여러 기술을 개발했다. 메시지 주도 컴퓨팅 및 빠른 역량 기반 주소 지정을 포함하여 병렬 컴퓨터에서 통신, 동기화 및 명명을 위한 효율적인 메커니즘을 개발했다. 1995년부터 그래픽, 신호 및 이미지 처리를 위한 Imagine, 과학 계산을 위한 Merrimac을 포함하여 여러 스트림 프로세서를 개발했다.
그는 존 풀턴과 함께 저술한 '디지털 시스템 공학(Digital Systems Engineering)'과 브라이언 토울스와 함께 저술한 '상호연결 네트워크의 원리와 실제(Principles and Practices of Interconnection Networks)'를 포함하여 200편 이상의 논문을 발표했다. 70개 이상의 특허의 발명자 또는 공동 발명자이다.

## 경력

### 벨 연구소
댈리는 버지니아 공과대학교에서 전기공학 학사 학위를 받았다. 벨 전화 연구소에서 근무하면서 초기 32비트 마이크로프로세서인 벨맥 32의 설계에 기여했으며, 1981년 스탠퍼드 대학교에서 전기공학 석사 학위를 취득했다. 이후 1983년부터 1986년까지 캘리포니아 공과대학교(칼텍)에 재학했으며, 1986년 컴퓨터 과학 분야에서 박사 학위를 받았다. 칼텍에서 MOSSIM 시뮬레이션 엔진과 라우팅을 위한 집적 회로를 설계했다. 칼텍에 재학 중이던 1983년, 스택 일렉트로닉스의 창립 그룹에 합류했다.

### MIT
1986년부터 1997년까지 MIT에서 가르쳤으며, 그곳에서 그와 그의 연구 그룹은 낮은 오버헤드 동기화 및 통신을 강조하는 병렬 머신인 J-머신과 M-머신을 구축했다. MIT 재직 중 크레이 T3D 및 크레이 T3E 슈퍼컴퓨터 설계 개발에 협력했다고 주장한다. 스탠퍼드 대학교 공과대학의 윌러드 R. 이네즈 커 벨 교수가 되었고, 스탠퍼드 컴퓨터 과학과의 학과장을 역임했다. 엔비디아로 옮기기 전 12년 동안 학과장을 지냈다.
댈리의 기업 활동으로는 1989년부터 크레이 리서치와의 다양한 협력이 있다. 1997년부터 아비치 시스템즈에서 인터넷 라우터 작업을 했고, 1999년부터 2003년 LSI 코퍼레이션에 인수될 때까지 벨리오 커뮤니케이션즈의 최고 기술 책임자였으며, 스트림 프로세서스, 인크.의 설립자이자 회장이었다.

### 엔비디아 및 IEEE 펠로우
댈리는 2002년에 ACM 펠로우로, 같은 해 IEEE 펠로우로 선출되었다. 2003년에는 엔비디아의 컨설턴트가 되어 지포스 8800 GPU 시리즈 개발을 도왔다. 2000년에 ACM/SIGARCH 모리스 윌크스 어워드를, 2004년에 시모어 크레이 컴퓨터 과학 및 공학상을, 2006년에 IEEE 컴퓨터 학회 찰스 배비지 상을 받았다. 2007년에는 미국 예술 과학 아카데미 회원으로 선출되었다.
2009년 1월, 엔비디아의 수석 과학자로 임명되었다. 엔비디아에서 전일제로 근무하면서 스탠퍼드에서 약 12명의 대학원생을 지도했다. 현재 엔비디아 리서치의 수석 과학자 겸 수석 부사장이다.
엔비디아 기술에 대한 많은 기여 중에서 댈리는 다중 파장을 활용하는 마이크로링 변조기를 사용하여 GPU 및 컴퓨팅 시스템을 위한 광학 상호 연결을 시작했다. 이러한 시스템은 GPU에서 매우 높은 대역폭, 비트당 낮은 에너지의 광학 상호 연결을 채택할 수 있게 하고, AI 컴퓨팅 효율성을 크게 향상시키는 회로 전환 GPU 데이터센터로 이어질 수 있다.
2009년에는 고성능 상호 연결 네트워크 및 병렬 컴퓨터 아키텍처 설계에 기여한 공로로 미국공학한림원 회원으로 선출되었다.
"상호연결 네트워크 및 병렬 컴퓨터 아키텍처에 대한 뛰어난 공헌"으로 2010년 ACM/IEEE 에커트-모클리 상을 수상했다.
2025년에는 요슈아 벤지오, 제프리 E. 힌턴, 존 홉필드, 얀 르쿤, 젠슨 황, 페이페이 리와 함께 퀸 엘리자베스 공학상을 공동 수상했다.

## 개인 생활
댈리는 결혼하여 세 자녀를 두고 있다. 1992년 악천후 속에서 매사추세츠주 핸스콤 필드에서 뉴욕주 파밍데일로 비행하던 세스나 210 비행기가 오일 누출을 겪으면서 비행 사고를 당했다. 롱아일랜드 해협에 비상 착륙할 수밖에 없었으며, 구조용 돛단배에 의해 구조되었다.

## 저서
- Dally, William J.; Harting, Curtis (2012). 《Digital Design: A Systems Approach》. 케임브리지 대학교 출판부. ISBN 978-0-521-19950-6.
- Dally, William J.; Towles, Brian (2004). 《Principles and Practices of Interconnection Networks》. 엘스비어. ISBN 978-0-12-200751-4.
- Dally, William J.; Poulton, John W. (1998). 《Digital Systems Engineering》. 케임브리지 대학교 출판부. ISBN 978-0-521-59292-5.